# Борис Ганчев
Борис Велев Ганчев е български актьор.

## Биография
Роден е на 11 октомври 1894 година. От 1924 до смъртта си през 1963 година играе в трупата на Народния театър. По-известни негови роли са на Добревич в „Хъшове“ на Иван Вазов, на Марко Петрович „В полите на Витоша“ от Яворов, на Подкальосин в „Женитба“ от Гогол, на Андрей в „Три сестри“ от Чехов. През 1950 година му е връчена Димитровска награда.

## Филмография
- Те победиха (1940) – Капитанът
- Изпитание (1942) – Доктор Милев
- Калин Орелът (1950) – Анри дьо Монталамбер
- Под игото (1952)
- Наша земя (1952) – Дамян Инджев, партиен секретар
- Септемврийци (1954) – Васил Коларов
- Героите на Шипка (1955)